# ATCvet code QJ54
ATCvet code QJ54 داروهای ضد مایکوباکتریوم جهت استفاده در غدد شیری زیرگروهی درمانی از سیستم طبقه‌بندی شیمیایی درمانی آناتومیک برای محصولات دامپزشکی است. این سیستمِ متشکل از کدهای حرفی‌عددی را سازمان جهانی بهداشت برای طبقه‌بندی داروها و سایر تولیدات پزشکی در حوزهٔ دامپزشکی ایجاد کرده است. زیرگروه QJ54 جزوی از گروه آناتومیک QJ ضدعفونت‌ها جهت مصارف سیستمیک است.
ممکن است نسخه‌های ملی از طبقه‌بندی ATC حاوی کدهای اضافه‌ای باشند که در این فهرست (نسخهٔ سازمان جهانی بهداشت) نیامده باشند.

## QJ54A Drugs for mycobacterial infections

### QJ54AB آنتی‌بیوتیک‌ها
QJ54AB02 ریفامپین
QJ54AB03 ریفامایسین